# Разумовский, Димитрий Васильевич
Дмитрий (Димитрий) Васильевич Разумо́вский (1818, Тульская губерния — 1889, Москва) — русский священнослужитель, протоиерей. Исследователь древнерусской и византийской церковной музыки, палеограф. Основатель русской музыкальной медиевистики.
Действительный член Общества любителей древнерусского искусства (с 1864), Московского археографического общества (с 1865). Член-корреспондент Императорского общества любителей древней письменности (1883).

## Биография
Происходил из семьи священников, служивших в Тульской губернии. Окончил Тульскую духовную семинарию (1839) и Киевскую духовную академию (1843). В 1843—1850 годах преподавал физику, математику и древнееврейский язык в Вифанской духовной семинарии. В 1845 году сдал экзамены на степень магистра философии.
В 1850 году переехал в Москву и в августе был рукоположен в сан священника и определён в Николаевский храм Московской духовной семинарии. В 1852—1854 годах служил в Николаевской церкви у Боровицких ворот Кремля. С 1854 года до конца своих дней служил в церкви Св. Георгия на Всполье (не сохранилась).
С 1858 года Разумовский был назначен членом учреждённой в том же году Комиссии для рассмотрения и исправления нотных церковных сочинений. В 1862 году познакомился с князем В. Ф. Одоевским, с которым был дружен до самой кончины последнего (исповедовал и причастил его в последний раз). В 1866 году по инициативе В. Ф. Одоевского в Московской консерватории была открыта кафедра истории и теории церковного пения, которую по предложению Н. Г. Рубинштейна возглавил Разумовский (с 1871 — профессор консерватории).
Круг творческого и научного общения Разумовского был чрезвычайно широк. В него входили (кроме Одоевского и Рубинштейна) многие известные музыканты, учёные, писатели, деятели искусства — П. И. Чайковский (обращался к Разумовскому за советами, в частности, по поводу своей Всенощной), В. В. Стасов (несколько лет активно переписывался с ним), С. И. Танеев, Н. Д. Кашкин, Ю. К. Арнольд (которому Разумовский помогал добывать редкие источники по старинной теории музыки), С. В. Смоленский (активно способствовал изданию последним «Азбуки» Мезенца).
Димитрий Разумовский был духовником Петра Ильича Чайковского, а в 1877 году венчал его с Антониной Милюковой в Москве.
С 1885 года Разумовский был членом наблюдательного комитета при московском хоре синодальных певчих, наблюдал за печатанием нотных книг в Синодальной типографии, где под его редакцией был издан в 3-х томах «Круг древнего церковного пения знаменного распева».
Умер в Москве 2 (14) января 1889 года. Похоронен на Ваганьковском кладбище; могила утрачена.

## Научная деятельность
Разумовский положил начало систематическому и профессиональному изучению русского церковного пения. Автор нескольких монографий, из которых наибольшую известность приобрела трёхтомная «Церковное пение в России» (1867—1869). Как наиболее авторитетный специалист, руководил сверкой текстов по старым рукописям при переиздании синодальных певческих книг «квадратной нотой», которые направлял ему Святейший Синод. Написал предисловие к изданию «Круг церковного пения на безлинейных нотах знаменного распева» (1884), а также предоставил для него собственные «крюковые» пунсоны и матрицы («Круг» — первое русское печатное издание, нотированное крюками).
Часть наследия Разумовского не опубликована. Собрание рукописных церковно-певческих книг хранится в РГБ (ф.379), его рукописи также хранятся в ГЦММК имени М. И. Глинки и в Московской государственной консерватории.

## Семья
Был женат на дочери философа и протоиерея Ф. А. Голубинского, Марии (1828—1858).
Дети: Анна (?—1885) и Михаил (1848— около 1916).

## Рецепция
Имя Разумовского присвоено Научно-исследовательскому центру церковной музыки Московской государственной консерватории.
Имя Разумовского — первое из семи имён, нанесённых в 1889 на аттик концертного зала Придворной певческой капеллы (Разумовский, Ломакин, Львов, Бортнянский, Глинка, Турчанинов, Потулов).

## Труды (выборка)
- О нотных безлинейных рукописях церковного знаменного пения: Чит. в Моск. обществе любителей духовного просвещения 26 сент. 1863 г. д. чл. и библиотекарем свящ. Д. В. Разумовским. — М., 1863.
- Об основных началах богослужебного пения православной греко-российской церкви. — М.: тип. Грачева и К°, [1866]
- Церковное пение в России. Опыт историко-технического изложения. Вып. 1-3. — М., 1867—1869.[Комм 3]
- Патриаршие певчие диаки и поддиаки. — М., 1868.
- Музыкальная деятельность князя В. Ф. Одоевского. — М., 1869.
- Церковное русское пение. — М., 1869.
- Народное мирское пение и собственно музыка. Историческая заметка о мирском пении русского народа. — М., 1869.[Комм 4]
- Обозрение растений, упоминаемых в Священном Писании. — М.: Унив. тип., 1871[Комм 5]
  - Обозрение растений, упоминаемых в Священном Писании. 2-е изд. — М.: URSS, 2012. — 184 с.
- Государевы певчие дьяки XVII века // Сборник на 1873 год, изданный Обществом древнерусского искусства при Московском публичном музее / Под ред. Г. Д. Филимонова. — М.: Общество древнерусского искусства при Московском публичном музее, 1873. — С. 153–181 (1-я паг.). — [7], 183, 39, 50 с.
- Чтения из Псалтири и пророческих книг Ветхаго Завета / Лицей цесаревича Николая; [сост. протоиерей Дмитрий Разумовский]. — М.: Университетская тип., 1879.
- Государевы певчие дьяки. — М., 1881.
- Богослужебное пение православной греко-российской церкви: теория и практика церковного пения. — М., 1886.
- Патриаршие певчие дьяки и поддьяки и государевы певчие дьяки. — [СПб.]: Изд. Н. Ф. Финдейзена, 1895

## Комментарии
1. ↑  Ошибочны указания, что он окончил Вифанскую духовную семинарию: в Списках выпускников за 1838 год значится Фёдор Разумовский.
2. ↑  На месте храма ныне находится Государственный дом радиовещания и звукозаписи по ул. Малая Никитская.
3. ↑  За эту работу Археологическое общество наградило Разумовского серебряной медалью.
4. ↑  Рефераты «Музыкальная деятельность князя В. Ф. Одоевского», «Церковное русское пение» и «Народное мирское пение…» были представлены Разумовским на I археологическом съезде в Москве.
5. ↑  Книга была издана по материалам публикаций в журнале «Душеполезное чтение» в период 1865—1871 гг.

## Рекомендуемая литература
- РГБ. Ф. 379: Собрание Разумовского
- РГБ. Ф. 380. Разумовский Д. В.
- РГБ. Лекции по математике, составленные /или записанные/ Д. В. Разумовским [рукопись]. — 1839—1840 гг. — 129 л.